# Jo Jung-suk
Jo Jung-suk  (hangul: 조정석; rr: Jo Jeong-seok; nascido em 26 de dezembro de 1980) é um ator, cantor e modelo sul-coreano. Ele iniciou sua carreira artística no teatro, estrelando os musicais Spring Awakening, Hedwig and the Angry Inch, e a adaptação para o teatro de The Harmonium in My Memory, entre muitos outros musicais e peças de teatro.
Após quase uma década no teatro, Jo fez sua estreia no cinema como ator coadjuvante através do filme Architecture 101 (2012), que tornou-se um sucesso de bilheteria e lhe rendeu papel de destaque. Na televisão ele é melhor conhecido por seus papéis em The King 2 Hearts (2012), You're the Best, Lee Soon-shin! (2013), Oh My Ghostess (2015) e Jealousy Incarnate (2016).

## Filmografia

### Filmes
| Ano  | Título                                 | Papel                          |
| ---- | -------------------------------------- | ------------------------------ |
| 2012 | Architecture 101                       | Nabddeuki                      |
| 2012 | Almost Che                             | Hwang Young-min / Kang Moon-mo |
| 2013 | The Face Reader                        | Paeng-heon                     |
| 2014 | The Fatal Encounter                    | Sal-soo                        |
| 2014 | My Love, My Bride                      | Young-min                      |
| 2015 | The Exclusive: Beat the Devil's Tattoo | Heo Moo-hyuk                   |
| 2016 | Time Renegade                          | Ji-hwan                        |
| 2016 | My Annoying Brother                    | Go Doo-shik                    |
| 2018 | The Drug King                          | Kim In-goo                     |
| 2019 | Hit and Run Unit                       | Jung Jae-cheol                 |
| 2019 | Exit                                   | Yong-nam                       |

### Televisão
| Ano       | Título                 | Papel                        | Emissora | Notas        |
| --------- | ---------------------- | ---------------------------- | -------- | ------------ |
| 2011      | What's Up              | Kim Byung-gun                | MBN      |              |
| 2012      | The King 2 Hearts      | Eun Shi-kyung                | MBC      |              |
| 2013      | You Are the Best!      | Shin Joon-ho                 | KBS2     |              |
| 2015      | Oh My Ghostess         | Kang Sun-woo                 | tvN      |              |
| 2016      | Jealousy Incarnate     | Lee Hwa-shin                 | SBS      |              |
| 2016      | Legend of the Blue Sea | Yoo Jeong-hoon               | SBS      | participação |
| 2017–2018 | Two Cops               | Cha Dong-tak / Gong Su-chang | MBC      |              |
| 2018      | Familiar Wife          | Kang Sun-woo                 | tvN      | participação |
| 2019      | Nokdu Flower           | Baek Yi-kang                 | SBS      |              |
| 2020      | Hospital Playlist      | Lee Ik-joon                  | tvN      |              |

### Programas de variedades
| Ano  | Título             | Emissora | Notas            |
| ---- | ------------------ | -------- | ---------------- |
| 2016 | Youth Over Flowers | tvN      | Membro do elenco |

## Teatro
| Ano       | Título                           | Papel                   |
| --------- | -------------------------------- | ----------------------- |
| 2004      | The Nutcracker                   |                         |
| 2005      | Nunsense A-Men                   | Irmã Mary Leo           |
| 2005–2006 | Grease                           | Roger                   |
| 2006      | Kingdom of the Wind              | Ho-dong                 |
| 2006      | Le Passe-Muraille                | Vendedor de jornais     |
| 2006      | You're a Good Man, Charlie Brown | Charlie Brown           |
| 2006–2007 | Hedwig and the Angry Inch        | Hedwig                  |
| 2007      | All Shook Up                     | Chad                    |
| 2007      | First Love                       | Hae-soo                 |
| 2007      | Pump Boys and Dinettes           | Jim                     |
| 2007–2008 | Le Passe-Muraille                | Vendedor de jornais     |
| 2008      | Evil Dead                        | Ash                     |
| 2008      | Organ in My Heart                | Kang Dong-soo           |
| 2008      | Janggeum the Great               | Jo Gwang-jo             |
| 2008      | Hedwig and the Angry Inch        | Hedwig                  |
| 2009      | The Island                       | John                    |
| 2009–2010 | Spring Awakening                 | Moritz                  |
| 2010–2011 | True West                        | Austin                  |
| 2011      | Hedwig and the Angry Inch        | Hedwig                  |
| 2011      | The Vagina Monologues            |                         |
| 2012      | Cult Holrangjeok Show            |                         |
| 2014      | Blood Brothers                   | Mickey                  |
| 2016      | Hedwig and the Angry Inch        | Hedwig                  |
| 2018      | Amadeus                          | Wolfgang Amadeus Mozart |